# Stojanka Mutafova
Stojanka Mutafova, pseudonimo di Stojana-Marija Konstantinova Mutafova (al secolo in bulgaro Стояна-Мария Константинова Мутафова?, in arte in bulgaro СтоянКа Мутафова?; Sofia, 2 febbraio 1922 – Sofia, 6 dicembre 2019), è stata un'attrice bulgara etichettata come la «regina della commedia bulgara» e candidata come la più longeva attrice teatrale in attività all'epoca dei suoi 94 anni.

## Biografia
Nata nel marzo 1922 a Sofia, si laureò presso l'Università di Sofia (in Filologia classica) e studiò recitazione in Bulgaria (alla Scuola di teatro statale e al Teatro Nazionale Ivan Vazov) e in Cecoslovacchia (a Praga, al Dipartimento di Teatro dell'Accademia delle belle arti). Esordì nel 1945 nel ruolo della serva in Le furberie di Scapino di Molière. Dal 1946 al 1949 si esibì in un teatro di Praga. Dal 1949 al 1956 lavorò con il Teatro Nazionale Ivan Vazoz. Nel 1957 contribuì a fondare il Teatro di Satira Aleko Konstantinov, in cui avrebbe continuato a esibirsi fino al 1991. Il suo nome d'arte era diventato Stojanka dopo un errore di stampa del vero nome Stojana su una locandina teatrale.

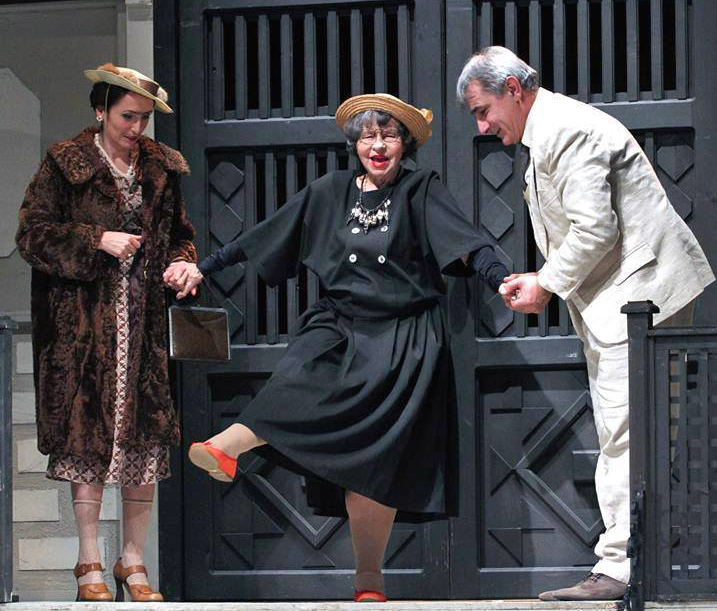
Mutafova in scena nel 2015, all'età di 93 anni

Interpretò numerosi ruoli cinematografici (tra i più significativi: Spezialist po vsichko, Lyubimets 13 e Toplo), nonché il ruolo di Baba Mariyka nella serie televisiva Stolichani v Poveche tra il 2011 e il 2012 e la partecipazione a vari spettacoli televisivi contribuì alla sua fama. Ultranovantenne, nel 2016 era ancora impegnata in una tournée teatrale mondiale. Nel novembre di quell'anno l'Istituto di cultura bulgara di Londra, con il supporto del Ministro della Cultura Vezhdi Rashidov, la candidò al Guinness World Records come la più longeva attrice teatrale in attività; in patria era considerata tale, dopo l'attore russo Vladimir Zeldin morto nel 2016 a 101 anni. Si esibì fino a pochi mesi prima della sua morte, occorsa nella sua città natale nel 2019, all'età di 97 anni dopo un intervento chirurgico alla cistifellea. Nella sua carriera ha interpretato oltre 100 ruoli teatrali.

## Filmografia[4]
- Tochka parva – regia di Bojan Danovski (1956)
- Lyubimets 13[3] – regia di Vladimir Yanchev (1958)
- Dvama Pod Nebeto (1962)
- Spetzialist Po Vsichko (1962)
- Dzhesi Dzeyms Sreshtu Lokum Shekereov (1966)
- Privarzaniyat Balon – regia di Binka Zhelyazkova (1967)
- Byalazta Staya (1968)
- L'amante di Gramigna – regia di Carlo Lizzani (1969)
- Kit – regia di Petar B. Vasilev (1970)
- Ezop (1970)
- Byahstvo v Ropotamo (1973)
- Byahstvo v Ropotamo (1973)
- Nako, Dako i Tsako: Moryatsi (1974)
- Toplo (1978)
- Bash Maystorat Nachalnik (1983)
- Bronzoviyat Klyuch (1984)
- Pantudi (1993)
- Stakleni Topcheta (1999)
- Golemite Igri (1999)
- Rhapsody in White (2002)
- If Somebody Loves You (2010)

## Televisione
- Stolichani v Poveche (2011-2012) - Baba Mariyka